# Nick Denton
Nicholas Guido Anthony Denton (Hampstead, 24 agosto 1966) è un imprenditore, giornalista e blogger britannico, fondatore ed ex proprietario del collettivo di blog Gawker Media, ed è stato il caporedattore di Gawker con sede a New York, fino alla causa legale di Hulk Hogan che ha mandato in bancarotta la società. Per anni dopo aver avviato Gawker Media nel 2003, Denton ha diretto l'azienda dal suo appartamento a Soho.

## Biografia e carriera
Denton è cresciuto a Hampstead, è il figlio dell'economista britannico Geoffrey Denton - un ebreo ungherese che è sopravvissuto il nazismo e sfuggito all'occupazione sovietica a 18 anni e sua moglie, Marika (nata Marton) - una psicoterapeuta, morta di cancro un anno prima che suo figlio si trasferisse a New York. Denton ha una sorella minore, Rebecca
Ha frequentato l'University College School e all'University College di Oxford, dove ha studiato filosofia, politica ed economia. ed è stato direttore della rivista dell'università. Ha iniziato la sua carriera come giornalista con il Financial Times. Ha co-scritto un libro sul crollo della Barings Bank, intitolato All That Glitters. Era un cofondatore di un sito di social networking, First Tuesday e cofondatore di Morever Technologies con David Galbraith e Angus Bankes, compagni di scuola dell'UCS. Denton è il fondatore dell'ormai defunta Gawker Media, la maggior parte delle attività sono state vendute a Univision a seguito della perdita del caso Bollea contro Gawker e del conseguente fallimento.
Denton è stato inserito nella Sunday Times Rich List 2007 nella posizione # 502 con una ricchezza stimata di £ 140 milioni (circa $ 205 milioni) in base alla vendita delle sue società precedenti e al valore attuale di Gawker Media. Denton vive a New York.

## Matrimonio
Il 16 gennaio 2014, il New York Post ha riferito del suo imminente matrimonio con l'attore Derrence Washington il 31 maggio.